# Haliclona tubulifera
Haliclona tubulifera är en svampdjursart som först beskrevs av Swartschewsky 1905.  Haliclona tubulifera ingår i släktet Haliclona och familjen Chalinidae.
Artens utbredningsområde är havet utanför Ukrainia. Inga underarter finns listade i Catalogue of Life.